# Морено, Хуниор Леонардо
Ху́ниор Леона́рдо Море́но Борре́ро (исп. Junior Leonardo Moreno Borrero; род. 20 июля 1993, Сан-Кристобаль, Венесуэла) — венесуэльский футболист, полузащитник сборной Венесуэлы.
Отец Хуниора, Карлос Морено — известный аргентинский футболист и тренер. Братья Карлос и Марсело — также профессиональные футболисты.

## Клубная карьера
Морено начал профессиональную карьеру в клубе «Депортиво Лара». 18 ноября 2012 года в матче против «Яракуянос» он дебютировал в венесуэльской Примере. 3 мая 2015 года в матче против «Депортиво Ансоатеги» Хуниор забил свой первый гол за «Депортиво Лара».
Летом 2015 года Морено перешёл в «Сулию». 11 июля в матче против «Эстудиантес де Каракас» он дебютировал за новую команду. 16 августа в поединке против «Туканес де Амасонас» Хуниор забил свой первый гол за «Сулию». В 2016 году он помог клубу занять второе место в чемпионате и завоевать Кубок Венесуэлы.
2 января 2018 года Морено подписал контракт с американским «Ди Си Юнайтед». 3 марта в матче стартового тура сезона 2018 против «Орландо Сити» он дебютировал в MLS. 29 сентября 2021 года в поединке против «Миннесоты Юнайтед» Леонардо забил свой первый гол в MLS. По окончании сезона 2021 срок контракта Морено с «Ди Си Юнайтед» истёк, но клуб сохранил за собой права на игрока в лиге.
25 февраля 2022 года «Цинциннати» приобрёл Морено у «Ди Си Юнайтед» за $250 тыс. в общих распределительных средствах с возможной доплатой ещё $175 тыс. в зависимости от достижения им определённых показателей. Игрок подписал с клубом контракт на сезон 2022 с опцией продления на сезон 2023. За «Цинциннати» он дебютировал на следующий день в матче стартового тура сезона против «Остина». 28 мая в матче против «Клёб де Фут Монреаль», сделав дубль, он забил свои первые голы за «Цинциннати». По окончании сезона 2022 «Цинциннати» задействовал опцию продления контракта с Морено. По окончании сезона 2023 контракт Морено с «Цинциннати» истёк и стороны провели переговоры о новом контракте.

## Международная карьера
4 июня 2017 года в товарищеском матче против сборной США Морено дебютировал за сборную Венесуэлы. 9 июня в поединке против сборной Эквадора Хуниор забил свой первый гол за национальную команду.
В 2019 году Морено принял участие в Кубке Америке в Бразилии. На турнире он сыграл в матчах против сборных Перу, Бразилии, Боливии и Аргентины.
В 2021 году Морено во второй раз принял участие в Кубке Америки. На турнире он сыграл в матчах против команд Бразилии, Колумбии, Перу и Эквадора.

### Голы за сборную Венесуэлы
| #   | Дата        | Место                            | Противник | Счёт | Результат | Соревнование      |
| --- | ----------- | -------------------------------- | --------- | ---- | --------- | ----------------- |
| 01. | 9 июня 2017 | Эф-эй-ю Стэдиум, Бока-Ратон, США | Эквадор   | 1:1  | 1:1       | Товарищеский матч |

## Достижения
Командные
 «Цинциннати»
- Победитель регулярного чемпионата MLS: 2023